# Whitsunday Coast Airport
Whitsunday Coast Airport is een luchthaven ongeveer 10 km ten zuiden van Proserpine en 30 km ten zuidwesten van Airlie Beach in Queensland (Australië). Het is een belangrijke toegangspoort voor toeristen naar de Whitsundayeilanden en het Groot Barrièrerif. 
De bouw van de luchthaven begon in 1946 en de eerste vlucht arriveerde in 1951. Na het failliet van Ansett Australia in 2001 waren er tot april 2014 enkel vluchten van en naar Brisbane door Jetstar Airways en Virgin Australia. Op 1 april 2014 begon Tigerair Australia met vluchten tussen Whitsunday Coast Airport en Sydney.
In het boekjaar 2012-2013 verwerkte de luchthaven 235.052 passagiers. Ze was daarmee de 32e Australische luchthaven.